# Lina Angarita
Lina María Angarita Mafla (Cali, 6 de septiembre de 1980) es una actriz y modelo colombiana. Durante su carrera ha registrado apariciones en producciones para televisión como Francisco el matemático, Casados con hijos, Juego limpio, Mujeres asesinas y La dama de Troya.

## Filmografía

### Televisión
- 2008 - La dama de Troya, como Mariana Rodríguez
- 2008 - Mujeres asesinas, como Paula
- 2007 - Zorro: La espada y la rosa
- 2006 - Amores cruzados, como Ruth de Rincón
- 2006 - La diva, como Ximena de Puyana
- 2005 - Juego limpio, como Lina María Saldarriaga
- 2005 - Casados con hijos, como Rebecca
- 2005 - La Tormenta
- 2000 - Fuera de foco, como Esmeralda
- 1999 - Yo amo a Paquita Gallego
- 1999 -2001- Francisco el matemático, como Jenni Rico